# Marne (Italien)
Marne ist eine Fraktion der italienischen Gemeinde (comune) Filago in der Provinz Bergamo.

## Geographie
Der Ort liegt etwa 11 km südwestlich von Bergamo und nördlich der Autostrada A4 am rechten Ufer des Brembo auf 180 m s.l.m.

## Geboren in Marne
- Maurizio Malvestiti (1953) Bischof von Lodi.

## Sehenswürdigkeiten
- Die Kirche der San Bartolomeo aus dem 12. Jahrhundert.
- Das Castello di Marne wurde im 15. Jahrhundert zerstört, jedoch wurde die Burg einige Jahre später von der Familie Avogradi neu errichtet.